# Don’t Cry (песня Лила Уэйна)
«Don't Cry» (с англ. — «Не плачь») — песня американского рэпера Лил Уэйна с участием американского рэпера XXXTENTACION. «Don't Cry» был выпущен в качестве второго трека на двенадцатом альбоме Лил Уэйна Tha Carter V. В песне используется вокал, записанный XXXTentacion до его смерти 18 июня 2018 года. Она достигла пятого места в чарте Billboard Hot 100, где стала второй по величине Чартовой песней с альбома и в дискографии XXXTentacion.

## Предыстория и релиз
Вокал, использованный в "Don't Cry" XXXTentacion, был записан до его смерти 18 июня 2018 года. До сотрудничества Уэйн не знал, кто такой XXXTentacion, сотрудничество между двумя исполнителями произошло в результате того, что президент Young Money Entertainment Мак Мэн приобрел права на использование стиха во время секвенирования и составления списка дорожек альбома.
Песня была выпущена 28 сентября 2018 года вместе с остальной частью Tha Carter V в качестве второго трека альбома.
Лил Уэйн впервые исполнил песню вживую на позднем шоу со Стивеном Кольбером 12 декабря 2018 года. Клип был выпущен на YouTube-канале Уэйна 23 января 2019 года, на 21-й день рождения Тентасьона, убитого в июне 2018 года.

## Чарты
| Чарт (2018)                              | Максимальная позиция |
| ---------------------------------------- | -------------------- |
| Австралия (ARIA)                         | 50                   |
| Канада (Canadian Hot 100)                | 19                   |
| Ирландия (IRMA)                          | 29                   |
| Швеция (Sverigetopplistan)               | 78                   |
| Швейцария (Schweizer Hitparade)          | 64                   |
| Великобритания (Official Charts Company) | 28                   |
| США Billboard Hot 100                    | 5                    |
| США Hot R&B/Hip-Hop Songs (Billboard)    | 4                    |